# Emmett Lundy
Emmett Lundy (* 9. Mai 1864 im Grayson County, Virginia; † 1953) war ein US-amerikanischer Old-Time-Musiker.

## Leben
Emmett Lundy wurde nahe Galax in Virginia als eines von neun Kindern der Farmer Churchwell und Caroline Ward Lundy geboren. Lundys Vorfahren kamen aus England und wanderten 1687 in die USA aus, wo sie sich in Pennsylvania niederließen. Erst 1787 zog Lundys Urgroßvater John Lundy ins Grayson County, südlich von Galax. Lundy selbst wuchs im ländlichen Grayson County auf und arbeitete seit seinem 14. Lebensjahr, um die Familie zu unterstützen. Obwohl keiner seiner Verwandten besonderes musikalisches Talent bewies, lernte Lundy als Kind Fiddle zu spielen. Maßgeblich beeinflusst wurde er dabei von einem alten Musiker aus Old Town, Greenberry „Green“ Leonard, der ihm einen Großteil der Stücke beibrachte.
Musik war für  Lundy jedoch nie mehr als eine Freizeitbeschäftigung. Obwohl er auf lokalen Veranstaltungen und mit befreundeten Musikern wie Isom und Fielden Rector, den Bogtrotters und Uncle Eck Dunford spielte, ging er einer geregelten Arbeit nach. Seinen einzigen Schritt in das professionelle Musikgeschäft wagte er 1925. Ernest Stoneman, der bekannteste Old-Time-Musiker aus dem Grayson County, lud Lundy zu einer Aufnahmesession nach New York City ein. Es ist jedoch unwahrscheinlich, dass die beiden engeren Kontakt pflegten; vielmehr wählte Stoneman Lundy aufgrund seiner Reputation als Fiddler für die Session aus. Am 27. Mai 1925 spielten Lundy (Fiddle) und Stoneman (Autoharp/Mundharmonika) für OKeh Records die Stücke Piney Woods Girl und The Long Eared Mule ein. Obwohl Lundys Familie begeistert von den Plattenaufnahmen war, war seiner Meinung nach seine Fiddle nicht deutlich zu hören und er lehnte daher weitere Plattenaufnahmen ab.
Erst im August 1941 erklärte Lundy sich bereit, weitere Aufnahmen zu machen, die jedoch nicht kommerziell verwertet wurden. Der Folklorist Alan Lomax ließ Lundy eine Reihe von Stücken für die Library of Congress einspielen. Auch ein Interview fand sich darunter. Emmett Lundy starb 1953.

## Diskographie
Siehe Ernest Stoneman für eine Diskographie.